# Pulvermühlen von Gut Schiff

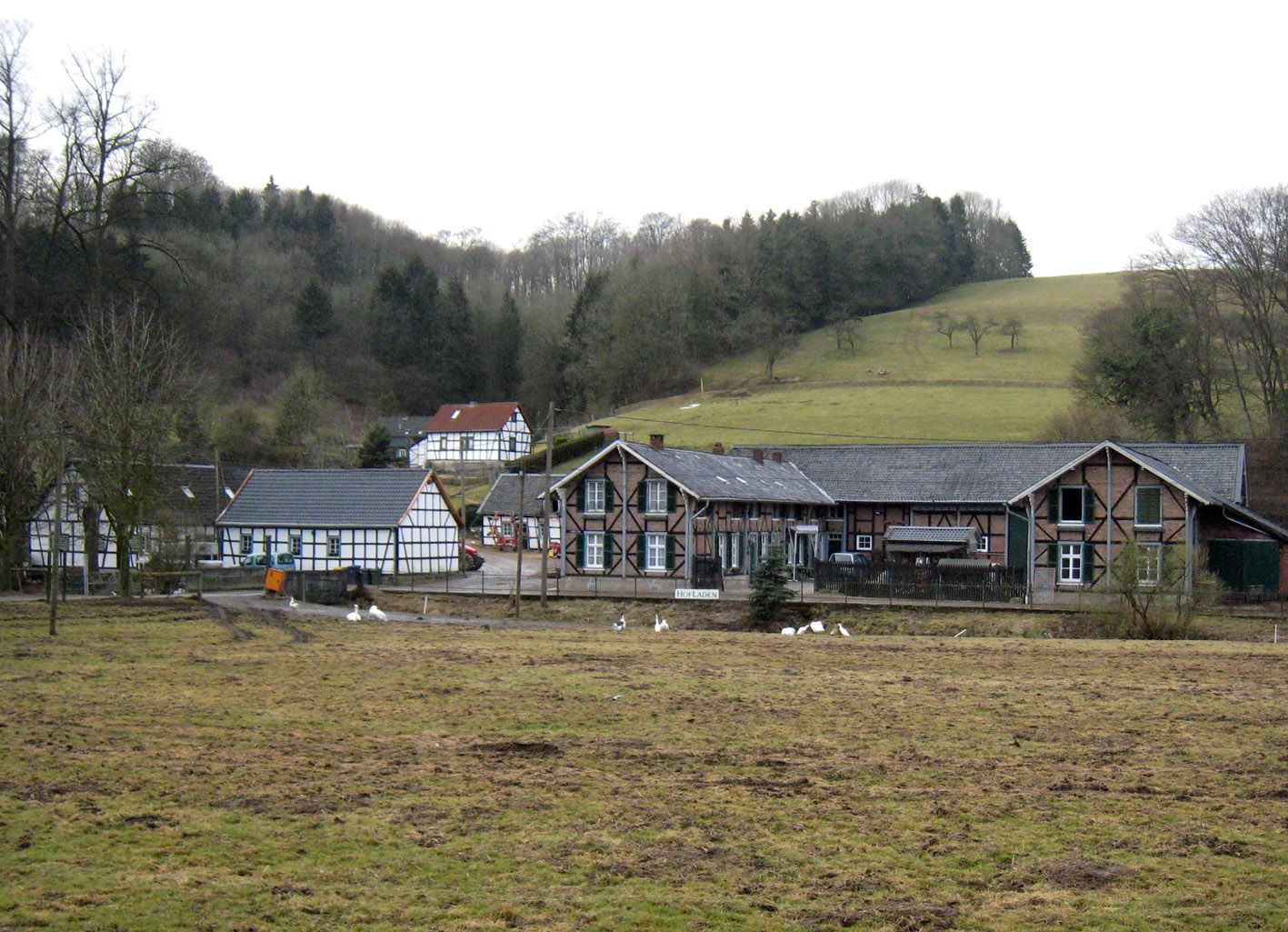
Gut Schiff in Herrenstrunden

Die Pulvermühlen von Gut Schiff lagen sowohl im Stadtteil Herrenstrunden als auch im Stadtteil Sand von Bergisch Gladbach an der Strunde. Insgesamt gab es vier Pulvermühlen, davon zwei östlich und zwei westlich von Gut Schiff. Am westlichen Berghang standen drei Pulvermagazine. Zwischen den beiden westlichen Mühlen stand ein Trockenhaus. Die Mühlen I, II und III (von Osten nach Westen) lagen im Stadtteil Herrenstrunden. Die Mühle IV lag im Stadtteil Sand.

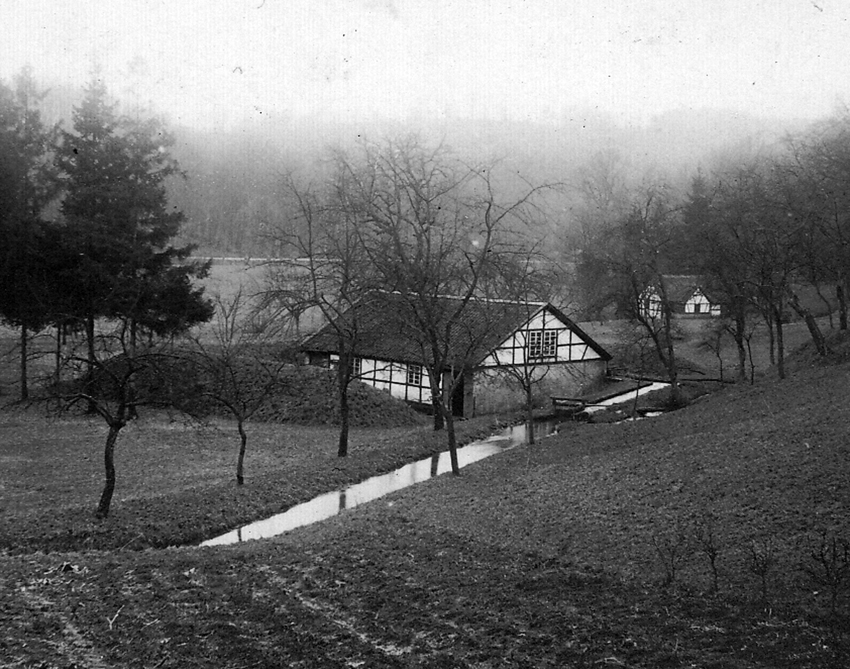
Pulvermühle III von Gut Schiff, um 1910

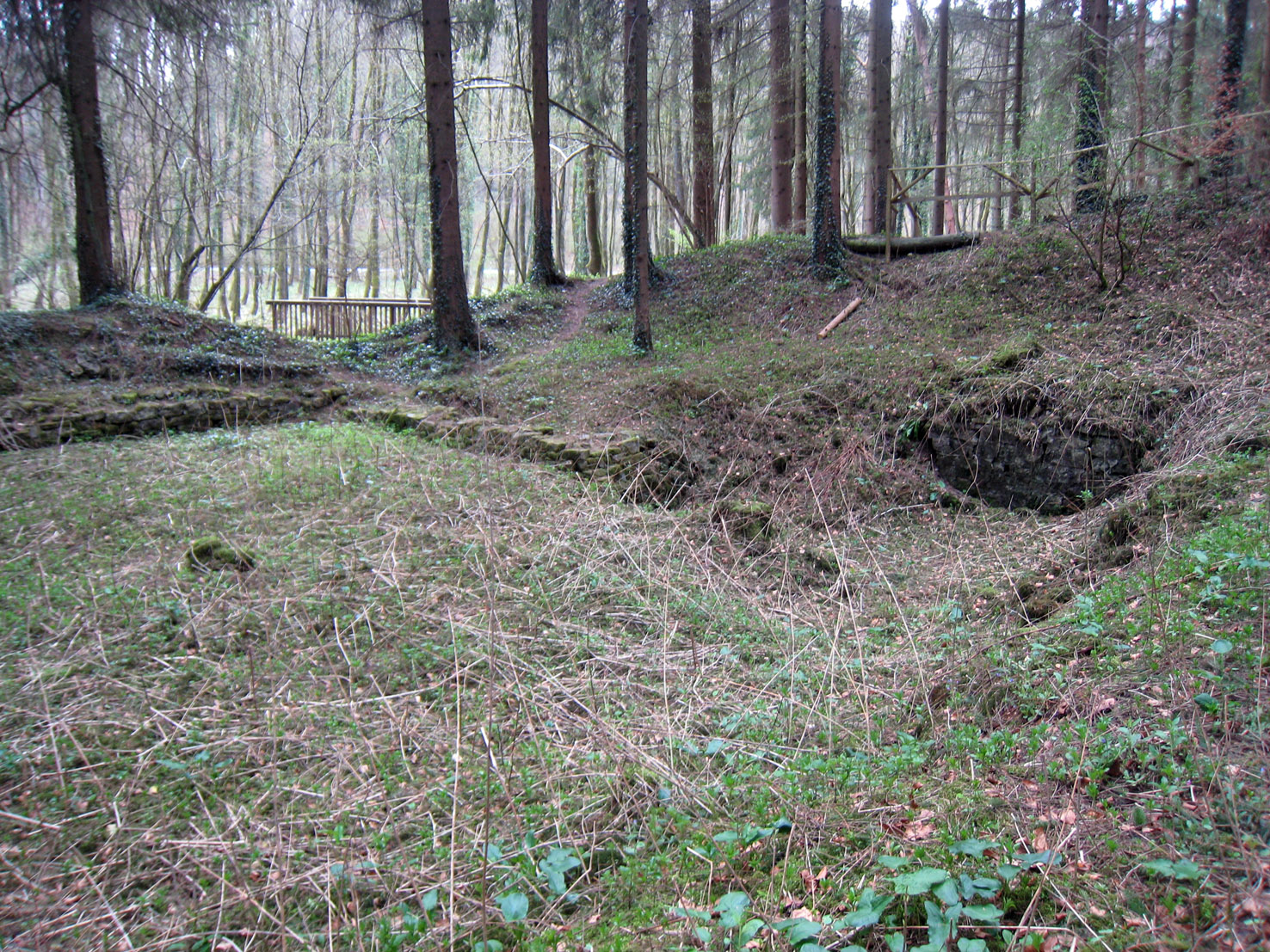
Reste der ehemaligen Pulvermühle IV von Gut Schiff

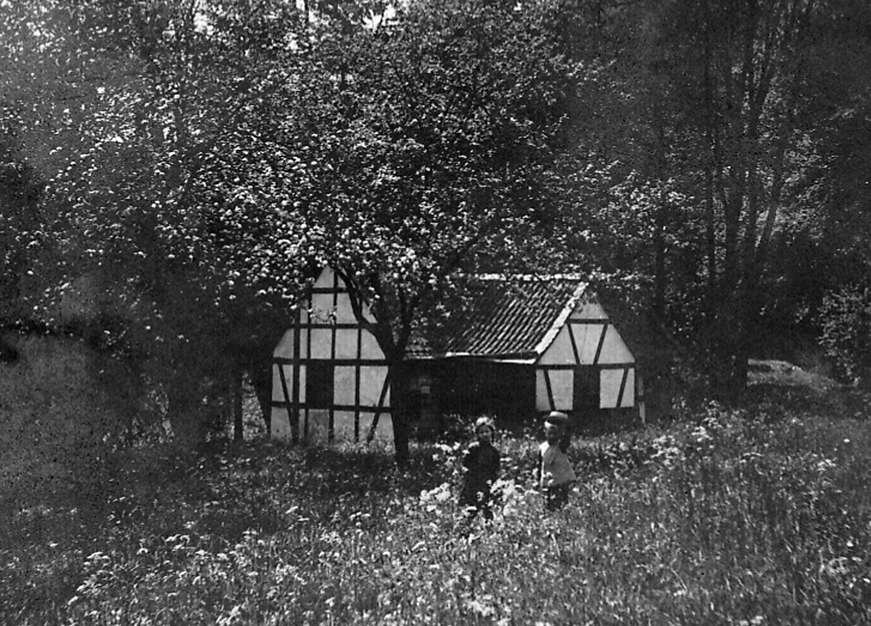
Trockenhaus zur Lagerung des Pulvers, um 1910

## Geschichte
Der Kölner Kaufhändler und Pulverfabrikant Wilhelm Josef Wecus kaufte 1761 das Gut Schiff und die zugehörige Ölmühle. Er beabsichtigte, die Ölmühle in eine Pulvermühle umzuwandeln und beantragte zu Anfang 1762 die entsprechende Konzession bei der Landesregierung. Hiergegen legten Nachbarn Einspruch wegen der Gefahr eines unverhofften Unglücks und Zerspringen der Mühle ein. Daraufhin zog er seinen Antrag zurück und erklärte, eine neue Mühle näher bei Gut Schiff bauen zu wollen. Am 25. September 1762 erhielt er die Konzession zum Bau einer Pulvermühle auf der Strunderbach etwa 100 m westlich von Gut Schiff (die Mühle Nr. III). Dazu musste er einen langen Umbach bauen, weil die Mühle jetzt nicht direkt an der Strunde, sondern am Hang stand. Das gab ihm zudem die Gelegenheit, einige Jahre später etwa 400 m Strunde abwärts eine weitere Pulvermühle, das so genannte Staubmühlgen (die Mühle Nr. IV) zu bauen. 1803 und 1842 explodierte die erste Pulvermühle Nr. III. Der 1842 neu errichtete Bau blieb bis zu seiner Stilllegung 1910 stehen.
Um 1850 erwarb Theodor Eyberg Gut Schiff mit den Pulvermühlen. Er begann mit einer umfassenden Reorganisation des Betriebs. Zunächst wurde die Strunde vom Berg weg verlegt, um einen ausreichenden Bauplatz für das heute noch bestehende Gutshaus mit seinem charakteristischen Fachwerk zu schaffen. 1855 erhielt Eyberg die Konzession für eine dritte und 1858 für eine vierte Pulvermühle. Die oberste Mühle befand sich etwa 300 Meter östlich von Gut Schiff und wurde – wie die drei anderen Mühlen – vom Wasser des Umbachs angetrieben. 1873 wurden die Schiffer Pulvermühlen zunächst in die Vereinigte Rheinisch-Westphälische Pulver-Fabriken AG (mit Sitz in Köln) eingegliedert. Diese ging 1890 in die Vereinigte Köln-Rottweiler Pulverfabriken AG ein. 1910 wurde die Pulverproduktion in Schiff eingestellt. Aus Sicherheitsgründen riss man die Produktionsanlagen ab.

## Bodendenkmal
Von der Mühle IV, dem so genannten Staubmühlchen, gibt es noch einige Relikte. Die Grundmauern aus Bruchstein, der Schutzwall und der fast vollständig mit Erde aufgefüllte und mit Bäumen bewachsene Graben des Zulaufs finden sich dicht an der Brücke, die am Waldrand unterhalb von Gut Schiff über die Strunde zum Wanderpfad zwischen Bach und Berghang führt. Dieser Bereich wurde am 10. Juli 1995 unter Nr. 12 in die Liste der Bodendenkmäler in Bergisch Gladbach eingetragen.